# ジェニー・ローズ
ジェニー・ローズ（Jenny Rose）ことジャミリア・クラフト（Jamilia Craft、女性、1991年8月17日 - ）は、アメリカ合衆国のプロレスラー。ペンシルベニア州フィラデルフィア出身。

## 経歴
イリノイ州の女子プロレス団体SHIMMERが運営するレスリング・アカデミー出身。
2010年1月24日、ROHの下部組織にて対ミスシェフ戦でデビュー。当初は覆面を着用していた。
同年4月10日のSHIMMER Volume29でSHIMMERデビューし、メルセデス・マルチネスと対戦も敗れる。夜のVolume30では大畠美咲と組んで、デイジー・ヘイズ&中川ともか組と対戦も敗れる。
7月5日、ROHデビュー。しかしヘイズにまたも敗れる。
2011年6月5日、同年に日本で旗揚げされたワールド女子プロレス・ディアナと契約。リングネームをジェニー・ローズに改め、素顔となる。7月10日、横浜・ラジアントホールにて来日初戦として青野敬子と対戦するがファルコンアローに屈する。
11月に一度帰国。
2012年4月、クリーブランドでのAIWでヘイリー・ヘイトレッドとシングルで対戦するも敗れる
同年に7月、ディアナ練習生として再来日。9月16日に北沢タウンホールでマスク・ド・サンとシングル。
2013年5月25日、ラゾーナ川崎プラザソル大会でシュー・ヤンと組み、内藤メアリ&松本都組に勝利。これを最後に一旦離日。
同年10月、セレジア・スパークスとともに3度目の来日。
2014年1月5日のラゾーナ川崎大会を最後に離日。

## 得意技
- The Uranage
- The Spear
- The Bulldog
- Inverted DDT

## 獲得タイトル
- DWF女子王座